# Ponyta et Galopa
Vous lisez un « bon article » labellisé en 2011.
Ponyta et son évolution Galopa (Rapidash) sont deux espèces de Pokémon, des créatures de fiction issues de la franchise Pokémon de Nintendo. Leur première apparition a lieu au Japon en 1996, dans les jeux vidéo Pokémon Vert et Pokémon Rouge, sous les noms originaux de Ponīta (ポニータ) et Gallop (ギャロップ).
Ponyta et Galopa ressemblent à des chevaux aux crins enflammés, Ponyta ayant l'apparence d'un poney et Galopa celle d'une licorne. Ils ont été imaginés par l'équipe de Game Freak et dessinés par Ken Sugimori pour la licence Pokémon, créée par Satoshi Tajiri. Ils sont de type feu et occupent respectivement les 77e et 78e emplacements du Pokédex national, l'encyclopédie qui recense les différentes espèces de Pokémon.
Tous deux jouissent d'une certaine popularité parmi les joueurs, en particulier chez les jeunes filles, en raison de leur apparence flatteuse. Galopa fait partie des plus célèbres chevaux des jeux vidéo selon IGN et MTV Multiplayer.

## Création
Propriété de Nintendo, la franchise Pokémon est apparue au Japon en 1996 avec les jeux vidéo Pocket Monsters Vert et Pocket Monsters Rouge. Son concept de base est la capture et l'entraînement de créatures appelées Pokémon, afin de leur faire affronter ceux d'autres dresseurs de Pokémon. Chaque Pokémon possède un ou deux types – tels que l'eau, le feu ou la plante – qui déterminent ses faiblesses et ses résistances au combat. En s'entraînant, ils apprennent de nouvelles attaques et peuvent évoluer en un autre Pokémon.

### Conception graphique
La conception de Ponyta et Galopa est le fait, comme pour la plupart des Pokémon, de l'équipe chargée du développement des personnages au sein du studio Game Freak. Leur apparence est finalisée par Ken Sugimori pour la première génération des jeux Pokémon, Pokémon Rouge et Pokémon Vert, sortis à l'extérieur du Japon sous les titres de Pokémon Rouge et Pokémon Bleu,.

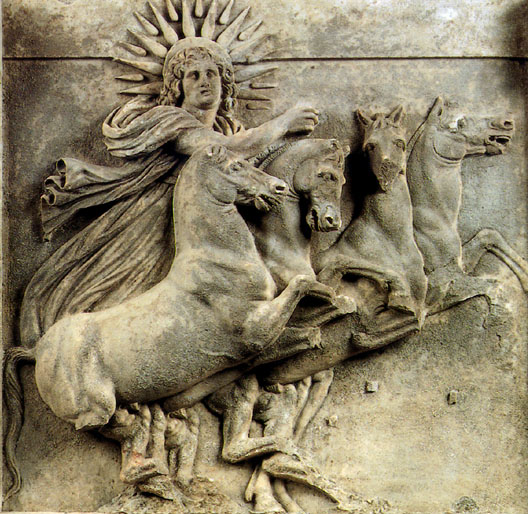
Ponyta et Galopa pourraient être inspirés des chevaux du soleil dans la mythologie grecque.

Nintendo et Game Freak n'ont pas évoqué les sources d'inspiration de ces Pokémon. Néanmoins, certains fans avancent qu'ils pourraient être basés des chevaux de feu présents dans différentes mythologies tels que les chevaux du soleil qui tirent le char du dieu grec Hélios à travers le monde chaque jour dans la mythologie grecque, les ashvins de la mythologie hindoue, et d'autres chevaux de la mythologie nordique. Ces références n'ont jamais été confirmées par les concepteurs.

### Dénominations
Ponyta et Galopa sont initialement nommés Ponīta (ポニータ) et Gallop (ギャロップ) en japonais. Ces noms sont ensuite adaptés dans trois langues lors de la parution des jeux en Occident : anglais, français et allemand ; le nom anglais est utilisé dans les autres traductions du jeu.
Nintendo choisit de donner aux espèces Pokémon des noms « astucieux et descriptifs », liés à l'apparence ou aux pouvoirs des créatures, lors de la traduction du jeu ; il s'agit d'un moyen de rendre les personnages plus compréhensibles pour les enfants, notamment américains. Si Ponyta conserve son nom japonais en anglais, en allemand (orthographié Ponita pour en conserver la prononciation) et en français, son évolution est renommé « Rapidash » en anglais, « Gallopa » en allemand et « Galopa » en français. Dans la version bêta anglaise, son nom devait être « Gallop », comme dans la version japonaise, mais il a été modifié par la suite. Selon IGN, le nom de « Ponyta » vient du mot pony (« poney »), tandis que « Rapidash » provient d'un mot-valise entre rapid (« rapide ») et dash (« courir »), en référence à sa vitesse,. Le nom français « Galopa » et le nom allemand Gallopa proviennent du galop, l'allure la plus rapide du cheval. En coréen, son nom est 날쌩마 (Nalssaengma), et en chinois 烈焰馬, qui signifie littéralement « cheval de flammes rugissantes ».

## Description
Ces deux Pokémon sont l'évolution l'un de l'autre : Ponyta évolue en Galopa. Dans les jeux vidéo, cette évolution survient en atteignant le niveau 40,.
Jusqu'à la cinquième génération de Pokémon, ils étaient les deux uniques Pokémon à l'apparence de chevaux parmi les centaines de créatures imaginées par l'équipe de  Nintendo,. Ils sont tous deux de couleur crème à jaune pâle, dotés de crins enflammés, et qualifiés de « cheval feu » par le Pokédex, encyclopédie fictive de l'univers Pokémon. Comme pratiquement tous les Pokémon, ils ne peuvent pas parler : lors de leurs apparitions dans les jeux vidéo tout comme dans la série d'animation, ils ne poussent que des cris proches du hennissement. Le Pokédex donne des informations sur leur mode de vie : tous deux sont diurnes, grégaires et herbivores. Très agiles, ils vivent dans les prairies ou les montagnes avec d'autres Pokémon de type roche et feu.

### Ponyta
Ponyta ressemble à un poney. Sa crinière et sa queue sont composées de flammes, et poussent une heure après sa naissance, en lui donnant une apparence impressionnante. L'intensité de ces flammes peut être contrôlée. Ponyta peut garder ses flammes assez douces pour ne pas embraser de foin ou de papier, mais les rend assez chaudes pour fondre le cuivre en combat. Cette capacité est visible dans la série d'animation, lorsque Sacha cesse de se brûler en touchant la crinière d'un Ponyta, et découvre ainsi qu'il a gagné son amitié. Les sabots arrière d'un Ponyta sont dix fois plus durs que le diamant. Il peut aplatir n'importe quoi en peu de temps. Son corps est lumineux, et ses pattes incroyablement puissantes. Le Pokédex affirme qu'il pourrait atteindre le sommet de la Tour Eiffel d'un bond ou écraser Uluru,, et absorber le choc de l’atterrissage. Ces sabots peuvent fracasser le crâne de l'ennemi lors d'un combat. Les nouveau-nés Ponyta peuvent à peine tenir debout, à force de galoper, leurs jambes deviennent plus dures et plus rapides. Juste après sa naissance, Ponyta ne court pas très vite, mais se muscle en suivant sa mère, pour enfin se déplacer aussi vite qu'elle. Il s'entraîne à franchir des haies dans les hautes herbes.

### Galopa
Galopa (Rapidash) est la forme évoluée de Ponyta. Comme sa pré-évolution, il ressemble à un cheval de couleur jaune pâle aux crins enflammés. Les différences sont sa corne de licorne au milieu du front, la longueur de sa crinière de flammes qui coure jusqu'au bas de son dos, et ses chevilles recouvertes de flammes dans des tons orangés et rouges, alors que les flammes de Ponyta sont localisées en haut de ses jambes. Ses yeux à l'iris rouge sont proportionnellement plus petits que ceux d'un Ponyta, et de forme différente,.
Dans l'univers Pokémon, les Galopa sont observés dans les champs et les plaines, courant avec désinvolture contre les membres de leur troupeau,, et pas à une vitesse particulièrement élevée. L'esprit de compétition est toutefois profondément ancré dans le comportement d'un Galopa, en ce qui concerne la vitesse. S'il voit quelque chose passer plus vite que lui, comme tout type de voiture ou de train, il va ardemment essayer de le devancer,,,. Dans un tel état, leurs parties enflammées brûlent à pleine puissance et ils accélèrent à des vitesses de 240 km/h (150 miles par heure) en moins de dix foulées, départ arrêté,, vitesse qu'ils peuvent dépasser. Leurs sabots frôlent le sol, un observateur extérieur peut croire qu'ils glissent sur le vent, s'il n'y voit pas qu'une boule de feu au loin. Comme chez sa pré-évolution Ponyta, les sabots de Galopa sont plus durs que le diamant. Au combat, ce Pokémon s'entoure de flammes et charge son adversaire en crachant du feu. Sa crinière, comme celle de Ponyta, est extrêmement chaude et peut provoquer des brulures chez toute personne qui la touche. Pendant leur course, elle flotte, flamboie et s'embrase, puis les flammes s'allongent au fur et à mesure que le Pokémon gagne de la vitesse, dispersant des étincelles ardentes.

## Apparitions

### Jeux vidéo
Ponyta et Galopa apparaissent dans la série de jeux vidéo Pokémon. D'abord en japonais, puis traduits en plusieurs autres langues, ces jeux ont été vendus à plus de 143 millions d'exemplaires à travers le monde. Ils ont fait leur première apparition le 27 février 1996, dans les jeux japonais Pocket Monsters Midori (ポケットモンスター 緑, Poketto Monsutā Midori, Pocket Monsters Vert) et Pocket Monsters Aka (ポケットモンスター 赤, Poketto Monsutā Aka, Pocket Monsters Rouge) et  remplacés dans les autres pays par la version Bleue après la traduction en anglais. Depuis la première édition de ces jeux, Ponyta et Galopa sont réapparus dans les versions jaune, or, argent, cristal, saphir, rubis et émeraude.
Il est possible d'avoir un œuf de Ponyta en faisant se reproduire deux Pokémon dont un Ponyta ou un Galopa mâle entre eux. Cet œuf éclot après 5 120 pas, et un Ponyta de niveau 5 en sort. Ponyta et Galopa appartiennent au groupe d’œufs sol. Leurs capacités spéciales sont « Fuite », qui augmente leurs chances de fuite face à un Pokémon sauvage, et « Torche », qui fait que les attaques feu reçues par ces Pokémon sont absorbées et augmentent la puissance de leurs propres attaques feu. Ils apprennent diverses attaques selon les éditions des jeux, notamment Mégacorne, Hâte, Danseflamme, Bélier et Furie. Leurs attaques les plus puissantes sont Déflagration, Rebond et Boutefeu. Ils portent parfois sur eux des baies Jouca.
Avec Ouisticram (Chimchar), Ponyta est le seul Pokémon de type feu de base du Pokédex de Sinnoh, dans Pokémon Diamant et Perle. En outre, il est l'un des quatorze Pokémon qui ont une description en six langues dans le Pokédex,.

### Série télévisée et films
La série télévisée Pokémon et les films qui en sont issus narrent les aventures d'un jeune dresseur de Pokémon du nom de Sacha, qui voyage à travers le monde pour affronter d'autres dresseurs ; l'intrigue est souvent distincte de celle des jeux vidéo. Ponyta et Galopa jouent un rôle majeur dans Le Poké-marathon. Il s'agit d'une course Pokémon où la tricherie est permanente, la Team Rocket a blessé la concurrente Lara Larami pour le compte d'un de ses rivaux. Sacha accepte de monter le Ponyta de Lara Larami afin de participer à cette course, et prend un certain temps pour être accepté et ne plus se brûler en touchant sa crinière. Durant la course, le Ponyta est attaqué à plusieurs reprises par le Dodrio du rival de Lara. Pendant la dernière ligne droite de la course, il évolue en Galopa, le « Pokémon le plus rapide au monde », et parvient à rattraper le Dodrio puis à gagner la course. Par ailleurs, Galopa apparaît dans le générique d'introduction de tous les épisodes de la première saison.
D'autres épisodes font apparaître ces Pokémon sans leur réserver un rôle de premier plan. Un Ponyta et un Galopa font partie de la troupe de cirque de Stella dans Quel cirque. Dans l'épisode spécial Noël de la première saison, Des joujoux par milliers, un Ponyta tire le traîneau du père Noël, qui s'exclame d'ailleurs « je n'ai pas de rennes, j'ai un Ponyta ! ». Plus tard, ce rôle échoit à Cerfrousse. On retrouve deux Ponyta dans Retour à Oliville, au Hoothoot express, où un dresseur les possède. Bien qu'il n’apparaisse que quelques secondes, c'est un Galopa qui permet à John Dickson de remporter la ligue Johto face à un Rhinoféros (Rhydon), dans La fin de la Conférence Argentée. Dans l'épisode spécial Voyage dans le temps, l'infirmière Joëlle possède un Ponyta.
Un Galopa apparaît dans Pokémon, le film : Mewtwo contre-attaque, en 2000. Il fait partie de l'équipe de la dresseuse Pokémon Neesha mais est capturé puis cloné par Mewtwo. Il réapparaît dans Pokémon : Le Retour de Mewtwo, en 2001.

### Manga
Ponyta et Galopa apparaissent tous deux dans le manga Pocket Monsters Spécial, partiellement publié en France sous le titre Pokémon La grande aventure !. Galopa apparaît en tant que monture du champion d'arène Auguste, qui protège le héros Sacha contre Mewtwo. Ponyta constitue le premier adversaire du second cycle de la série, Jaune. La dresseuse Platinum, héroïne du cycle Platine de la série possède également un Ponyta qui lui sert le plus souvent de monture, et se révèle relativement faible en combat, essuyant de nombreuses défaites face aux champions d'arène ; toutefois, il parviendra à vaincre l'Archéodong (Bronzong) de Byron et évoluera dans la foulée en Galopa.

### Jeux de cartes
Le jeu de cartes Pokémon est un jeu de cartes à collectionner avec un but du jeu similaire à un Match Pokémon dans la série de jeux vidéo ; les joueurs doivent utiliser des cartes (qui ont chacune leurs forces et faiblesses) dans le but de vaincre son adversaire en mettant toutes ses cartes KO. Ponyta et Galopa sont présents depuis l'édition de base du jeu de cartes Pokémon, et régulièrement réédités. Ils sont toujours de niveau respectivement 1 et 2, de type feu, avec une faiblesse à l'eau et aucune résistance. Ils existent en version obscure. La description de la carte de Galopa dit qu'il s'agit d'un Pokémon sauvage et indomptable et que lorsqu'il galope, l'on dirait une comète traversant les cieux.

## Réception
Les lecteurs d'IGN ont élu Galopa comme le 90e Pokémon le plus populaire, sur les 650 connus fin 2010. Jack DeVries écrit que Ponyta est déjà « cool », et que faire de Galopa une licorne le rend « encore plus cool ». Il ajoute que « Galopa est rapide comme l'enfer, puissant, et en quelque sorte parvient à être sympathique, même si son corps tout entier vous tuera ». Il ajoute que Galopa est « universellement attrayant », et séduit les fans de Pokémon « mignons et cools ». Un éditeur d'IGN ajoute que, bien qu'il ne s'agisse pas de son Pokémon de type feu favori, bon nombre de dresseurs mettent en valeur sa grande vitesse et lui laissent une place de choix parmi les créatures d'élément feu. Galopa figure également parmi les « 25 seuls Pokémon importants » sur GameSpot.
Une éditrice d'IGN écrit que Ponyta n'est « pas si bien que ça », mais qu'elle l'aime parce qu'il évolue en un Pokémon d'une « beauté absolument captivante ». Elle ajoute que Galopa est son Pokémon feu favori, mais qu'il est souvent oublié au profit de type feu plus populaires tels que Dracaufeu, Typhlosion et Arcanin, (Charmander, Typhlosion et Arcanine).
MTV Multiplayer a lancé un sondage pour élire le meilleur cheval des jeux vidéo, auquel ont participé un panel comportant Ken Levine de 2K Boston, le journaliste Leigh Alexander, Mike Krahulik (en) de Penny Arcade, et Tofuburger de I Can Has Cheezburger (en). Les trois derniers ont classé Galopa second, premier, et troisième, respectivement. Tofuburger écrit que Galopa est « mignon et câlin », mais dangereux en même temps. Un membre de l'équipe de GamesRadar+ « aime vraiment » Galopa mais estime qu'il existe de meilleurs choix. Les auteurs de l'ouvrage « top 10 » Pokémon paru en 2007, Tracey West et Katherine Noll, ont élu Galopa quatrième meilleur Pokémon de type feu. Joseph Jay Tobin, auteur d'une étude universitaire consacrée à l'impact des Pokémon, ajoute que Ponyta est populaire parmi les jeunes filles.